# David Zirnhelt
David Zirnhelt (né en 1947) est un homme politique canadien de la Colombie-Britannique. Il est député provincial néo-démocrate de la circonscription britanno-colombienne de Cariboo d'une élection partielle en 1989 à 1991 et de Cariboo South de 1991 à 2001.
Il est ministre dans les gouvernements de Michael Harcourt, Glen Clark. Dan Miller et Ujjal Dosanjh, à titre de ministre du Développement économique, des Petites entreprises et du Commerce de 1991 à 1993, de ministre de l'Agriculture, des Pêcheries et de l'Alimentation de 1993 à 1996, de ministre des Forêt de 1996 à 2000 et de ministre des Affaires autochtones de 2000 à 2001.

## Biographie
Né à Williams Lake dans la région de Cariboo en Colombie-Britannique, Zirnhelt étudie la science politique et l'administration publique à l'université de la Colombie-Britannique où il obtient un Bachelor of Arts en 1970 et un Master of Arts en 1976. Après avoir gradué, il travaille comme membre du secrétariat du cabinet dans le gouvernement fédéral de Pierre Trudeau. Il également à la tête de la branche britanno-colombienne de Opportunities for Youth,.
De retour à Williams Lake, il devient éleveur de bétail et de chevaux. Il œuvre aussi comme consultant auprès des gouvernements  provincial et fédéral, ainsi que des communautés des Premières Nations en matière de politique publique et de développement économique.
Après sa défait en 2001, il travaille comme président de l'association d'éleveur Cariboo Cattlemen’s Association.